# Bernt Hulsker
Bernt Nikolai Hulsker (* 9. September 1977 in Den Haag, Niederlande) ist ein ehemaliger norwegischer Fußballspieler. Der Stürmer bestritt seine Karriere in seinem Heimatland und Schweden, 2005 gewann er den Meistertitel in Norwegen. Nach dem Ende seiner Karriere als Fußballspieler begann er eine Medienkarriere.

## Herkunft
Hulsker kam in Den Haag zur Welt und hat einen niederländischen Vater. Er wuchs in der westnorwegischen Kommune Vestnes in Møre og Romsdal auf. In den 1990er-Jahren war er einige Zeit bei der Artillerie in Setermoen stationiert.

## Fußballkarriere
Er bestritt nach seinem Wettkampfmannschaftdebüt für seinen Heimatverein Vestnes/Varfjell IL, dessen Nachwuchsbereich er sich 1983 angeschlossen hatte, im Jahr 1995 seine Karriere zunächst unterklassig bei Tomrefjord zwischen 1996 und 1997 sowie einem Jahr jeweils erneut bei Vestnes/Varfjell IL und dem SK Traeff.
Im Sommer 1999 wechselte Hulsker zum Erstligisten Molde FK in die Tippeligaen. Beim Vizemeister kam er zunächst nicht über die Rolle eines Ergänzungsspielers hinaus, erst im Laufe der Spielzeit 2000 setzte er sich über weite Strecken in der Stammformation fest. Der Klub konnte jedoch die Erfolge nicht bestätigen und platzierte sich vor allem im mittleren Tabellenbereich der norwegischen Meisterschaft.
Vor Beginn der Spielzeit 2005 schloss sich Hulsker dem Ligakonkurrenten Vålerenga Oslo an. Mit dem Klub gewann er am Ende der Spielzeit den Meistertitel in Norwegen, dabei bestritt er jedoch nur 13 Saisonspiele und stand nur sieben Mal in der Startformation. Daher verließ er den Klub nach nur einer Spielzeit und ging zum schwedischen Traditionsverein AIK. Auch hier verpasste er in zwei Spielzeiten den Durchbruch, in seinem zweiten Jahr bestritt er lediglich sechs Saisonspiele bis zur Sommerpause.
Im Sommer 2007 kehrte er nach anderthalb Jahren nach Norwegen zurück, neuer Verein wurde der im Abstiegskampf befindliche Erstligist Start Kristiansand. Mit dem Klub stieg er am Ende des Jahres in die zweitklassige Adeccoligaen ab, zum direkten Wiederaufstieg trug er mit acht Toren in 23 Saisonspielen bei. In der ersten Liga war er mit neun Toren in der Spielzeit 2009 zunächst weiterhin erfolgreich, in der anschließenden Spielzeit wurde er jedoch kurz nach Saisonstart an den Ligakonkurrenten Stabæk Fotball abgeschoben. Dort war er ebenfalls hauptsächlich zweite Wahl, am Ende des Jahres beendete er seine aktive Laufbahn.

## Medienkarriere
Als damals noch aktiver Fußballspieler übersetzte Hulsker das Theaterstück Vinterdvale vom Niederländischen ins Norwegische. Das Stück hatte seine Premiere im Februar 2008. Nach seiner Karriere begann er als Fußballkommentator und -experte tätig zu werden. Im Jahr 2018 gab er das Buch Alt fra Hulken heraus. Hulsker war einer der Teilnehmer an der zweiten Staffel der bei TV 2 ausgestrahlten Reality-Serie Kompani Lauritzen. Diese wurde zu Beginn des Jahres 2021 ausgestrahlt.
Im Jahr 2022 wurde er Moderator der Show Fangene på fortet. Bei VGTV, dem TV-Angebot der Zeitung Verdens Gang, war er an den beiden Formaten Av med Maska und Ikke lov å le på hytta beteiligt. Zudem moderierte er dort den Podcast Enkel servering. Im Jahr 2022 beendeten mehrere seiner Zusammenarbeitspartner die Kooperation mit Hulsker. Ihm wurde vorgeworfen, bei einer Veranstaltung von VGTV einen Türsteher mit als Hassrede zu qualifizierenden Äußerungen beleidigt zu haben.